# Bătălia de la Fulford
Bătălia de la Fulford s-a desfășurat, conform locului indicat de cronicarul englez Symeon din Durham, într-un sat numit Fulford, situat lângă York, în Anglia, pe data de 20 septembrie 1066 când regele Harald al III-lea al Norvegiei, cunoscut de asemenea și sub numele de Harald Haardraade, împreună cu aliatul său englez, Tostig Godwinson, au mers și au înfrânt rezistența engleză condusă de Edwin și Morcar.
Tostig era fratele alungat al lui Harold Godwinson. El s-a aliat cu Harald al Norvegiei, și posibil, cu Ducele William al Normandiei. Totuși, istoria nu ne-a lăsat nicio importanță al lui Tostig pentru reușita campaniei. Această victorie a fost decisivă pentru poporul Viking. În timpul bătăliei se spune că cei doi comandanți s-ar fi ascuns în spatele zidurilor. Totuși, au dat peste armată vikingă în timp ce traversau un râu. Toată ziua englezii au încercat să spargă defensiva vikingilor, dar fără rezultat.
Tostig l-a respins pe Edwin, strămutându-l pe acesta de pe locul de conte de Northumbria.

## Context
Când regele anglo-saxon Edward Confesorul a murit în anul 1066 fără să aibă vreun moștenitor, contele englez Harold Godwinson a fost ales ca să fie noul rege de către unii nobili care s-au adunat la Thorney Island.

## Pactul
Primul semn al marelui necaz al lui Harold a venit de la fratele său, Tostig. Conform Cronicii Anglo-Saxone, Tostig a debarcat pe Insula Wight în mai 1066, înainte de a pustii coasta sudică a Angliei,  terminând la Sandwich, Kent. La Sandwich, Tostig a căutat marinari pricepuți. Apoi, a navigat spre nord după ce s-a luptat cu câțiva conți englezi, iar, ajuns în Scoția, ar fi făcut un pact cu regele norvegian Haardraada pentru a-l ajuta în invazia Angliei.
Istoricul medieval Orderic Vitalis are o variantă diferită a poveștii, el spunând  că Tostig a călătorit către Normandia pentru a se "înrola" ca și ajutorul lui William, Duce de Normandia. În acel stadiu, se spune că William nu a putut să se implice, astfel că Tostig a pornit pe mare, iar, din cauza furtunilor, a ajuns în Norvegia unde a încheiat pactul cu Haardraade.

## Călătoria
La începutul lui septembrie 1066, Haardrade a ridicat ancora în Norvegia cu 300 de bărci. Apropiindu-se de coasta Engleză, lor li s-au alăturat navele lui Tostig, astfel ei au navigat împreună până la York. Versiunea lui Orderic spune că Haardrade și Tostig au navigat pe mare din luna August, cu un vânt favorabil, ajungând și debarcând la Yorkshire.